# Maurice Couplet
Maurice Jules Henri Ghislain Couplet (Ere, 16 november 1911 - Tegernsee, 8 september 1960) was een Belgisch volksvertegenwoordiger en senator.

## Levensloop
Couplet was landbouwingenieur. Hij werd in 1946 gemeenteraadslid in Ere (bij Doornik) en was er van 1946 tot 1958 burgemeester.
Van 1946 tot 1954 was hij PSC-volksvertegenwoordiger voor het arrondissement Doornik-Aat. Van 1958 tot aan zijn dood was hij senator voor hetzelfde arrondissement.